# Jutaí
Jutaí è un comune del Brasile nello Stato dell'Amazonas, parte della mesoregione di Sudoeste Amazonense e della microregione di Alto Solimões.